# Mathieu Boutsen
Pour les articles homonymes, voir Boutsen.
Mathieu (dit Thieu) Boutsen est un homme politique belge (membre du Vlaams Belang), né à Dilsen le 31 mars 1946.
Après des études de commerce, il devient directeur de la banque de crédits de Genk de 1966 à 1981 et d'Eisden de 1981 à 1998. 

## Fonctions politiques
- conseiller communal à Maasmechelen (2001-)
- député au Parlement flamand:
  - du 6 juillet 1999 au 7 juin 2009